# Fichier d'autorité international virtuel
Le fichier d’autorité international virtuel (Virtual International Authority File : VIAF) est un fichier d'autorité international servant à identifier les personnes ou les collectivités contenues dans d'autres fichiers d'autorité. La consultation de ce fichier est offerte gratuitement aux bibliothèques et aux particuliers par le web et permet de mettre en relation les notices d'autorité des différentes bibliothèques concernant une même personne, par un identifiant VIAF (URI).
Le VIAF définit sa mission de la façon suivante : VIAF est un projet commun de plusieurs bibliothèques nationales, mis en œuvre et hébergé par OCLC. L'objectif du projet est de faire baisser le coût et de valoriser les fichiers d'autorité des bibliothèques par l'appariement et l'établissement de liens entre les fichiers d'autorité des bibliothèques nationales, et en rendant cette information disponible sur le web.

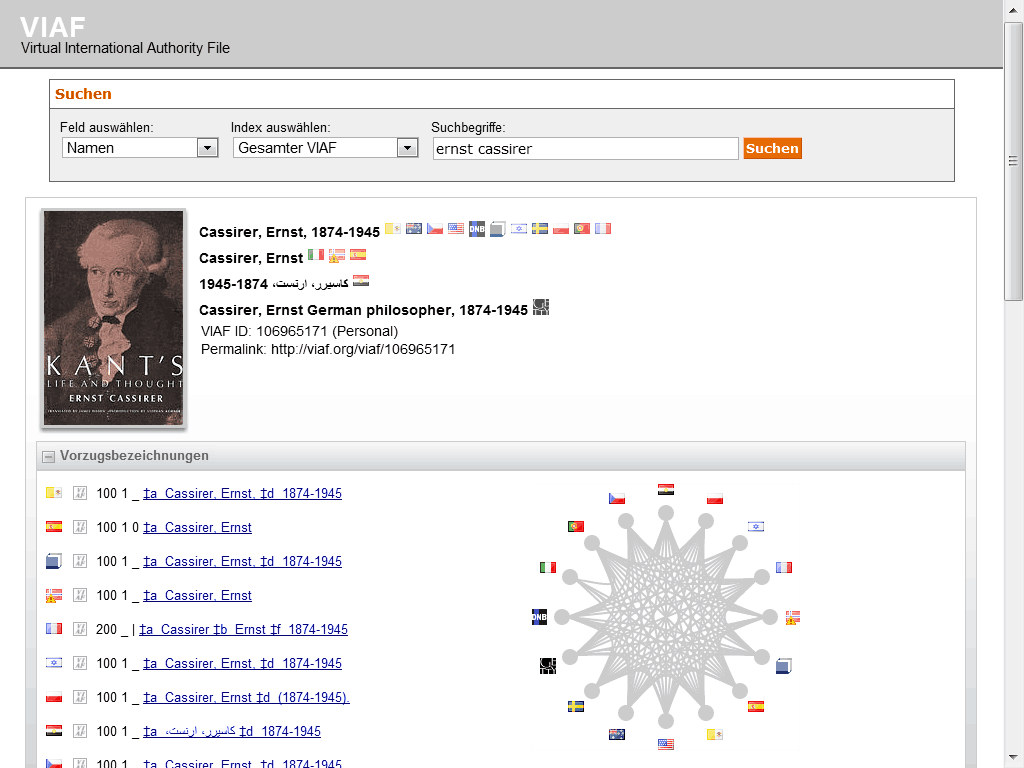
VIAF (capture d'écran).

## Historique
Le service VIAF est géré par le Online Computer Library Center (OCLC). Le VIAF résulte de travaux engagés par la Bibliothèque nationale allemande et par la Bibliothèque du Congrès, et du service WorldCat Identities élaboré par OCLC Research et inauguré en 2003. La bibliothèque nationale de France (BnF) rejoint le projet en octobre 2007.
En 2014, avec 12 pays représentés seulement, l'alignement permet de réduire le nombre de notices de 130 millions à moins de 20 millions de notices alignées. 
En 2017, il agrège les notices d'autorité de 61 institutions ainsi que celles de Wikipédia et de deux autres institutions en test. Ces 61 institutions sont issues de 50 pays différents. 

## Participants
Au nombre des bibliothèques participant à ce projet, on compte : 
- la Bibliotheca Alexandrina ;
- la Bibliothèque apostolique vaticane.
- la Bibliothèque du Congrès ;
- Bibliothèque et Archives Canada ;
- Bibliothèque et Archives nationales du Québec ;
- la Bibliothèque nationale allemande ;
- la Bibliothèque nationale d'Australie ;
- la Bibliothèque nationale de France ;
- la Bibliothèque nationale de la République tchèque ;
- la Bibliothèque nationale d'Espagne ;
- la Bibliothèque nationale de Grèce ;
- la Bibliothèque nationale d'Israël ;
- la Bibliothèque nationale du Portugal ;
- la Bibliothèque nationale suisse ;
- le Réseau des bibliothèques de Suisse occidentale : extension RERO ;
- la Bibliothèque royale de Suède ;
- le Getty Research Institute ;
- l'Institut central du catalogue unique (Service bibliothécaire national d'Italie) ;
- La Bibliothèque nationale du Chili ;
- La Bibliothèque nationale de Corée du Sud[6];
- La Bibliothèque nationale de Norvège ;
- Le Ministère de l'Éducation de Norvège : extension BIBSYS[7] ;
- La Bibliothèque nationale de Lettonie ;
- La Bibliothèque nationale d'Estonie ;
- La Bibliothèque nationale d'Irlande ;
- La Bibliothèque nationale et universitaire de Zagreb[8] ;
- Le Centre Bibliographique Danois (DBC)[9] ;
- La Bibliothèque nationale du Liban ;
- La Bibliothèque nationale de Russie ;
- Les Bibliothèques publiques flamandes (VLACC)[10] ;
- Le National Institute of Informatics (en) (NII, Japon) : extension CiNii[11],[12] ;
- La Bibliothèque nationale de la Diète (NDL)[13] ;
- La Bibliothèque nationale Széchényi (Hongrie) ;
- Le Bureau national des bibliothèques de Singapour[14] ;
- La Bibliothèque nationale centrale de Taiwan[15] ;
- La Bibliothèque nationale du Luxembourg ;
- La Bibliothèque nationale du Maroc ;
- La Bibliothèque nationale d'Écosse.